# 朴峻
朴 峻（パク・チュン、朝鮮語: 박준、1905年6月7日 - 1973年12月16日）は、大韓民国の実業家、政治家。制憲国会議員。本貫は密陽朴氏。
朴 埈（読み、ハングル同）とも表記される。

## 経歴
慶尚北道（現・大邱広域市）軍威郡またはソウル鍾路出身。日本大学法学部政経科卒。日本政府施行弁護士試験合格後、満洲国の間島省で東振学校校長を務めた。解放後は海外通信社社長、国際評論社社長、ソウル合同消費組合理事長を歴任し、1948年5月の初代総選挙に軍威郡選挙区から無所属で立候補して、国会議員に当選した。同年6月より資格審査委員会に所属し、7月に無所属倶楽部の代表として、国務総理などの要職に現過渡政府と韓国民主党側の人物の起用を拒否する建議書を大統領の李承晩に伝えた。同年9月、国会内で南北統一を目標として結成した研友会が以正会に改称した時には財政部委員に委嘱された。その後は大韓国民党に属したが、1949年1月に韓国民主党との合党に反対して離党した。同年2月、農地改革に関する臨時措置法案に賛成した。同年4月に以正会から脱退し、李承晩の一民主義を推進しようとして成立した一民倶楽部に参加した。同年6月、駐韓米国軍事顧問団の設置を歓迎する声明文に押印し、同年10月の改正国会法による常任委員会の改選により懲戒資格委員会に所属した。
1949年12月、非民主国民党勢力を統合して大韓国民党に改編しようとしたため、朴は国会副議長の尹致暎と共に一民倶楽部から除名されたが、1950年1月26日に一民倶楽部、新政会、大韓労農党および無所属議員が結局統合し、大韓国民党となった。1950年2月、朴は大韓国民党の選考委員に委嘱された。同年4月、後任の国務総理に尹致暎を推薦した。また、4月に「大韓政治工作隊事件」の調査委員に選出され、これと「信託銀行不正貸付事件」を国会本会議で報告した際には乱闘事件が起こった。朴は制憲国会議員の任期中の3名だけの皆勤議員の1人であり、1950年にはソウル師範大学後援会会長、韓米協会理事と大韓学徒報道協会会長も歴任した。
1963年に民主共和党に入党し、1972年には制憲同志会による十月維新支持声明にも参加した。1973年、持病により鍾路区の自宅にて69歳で死去した。